# 路易维尔科学中心

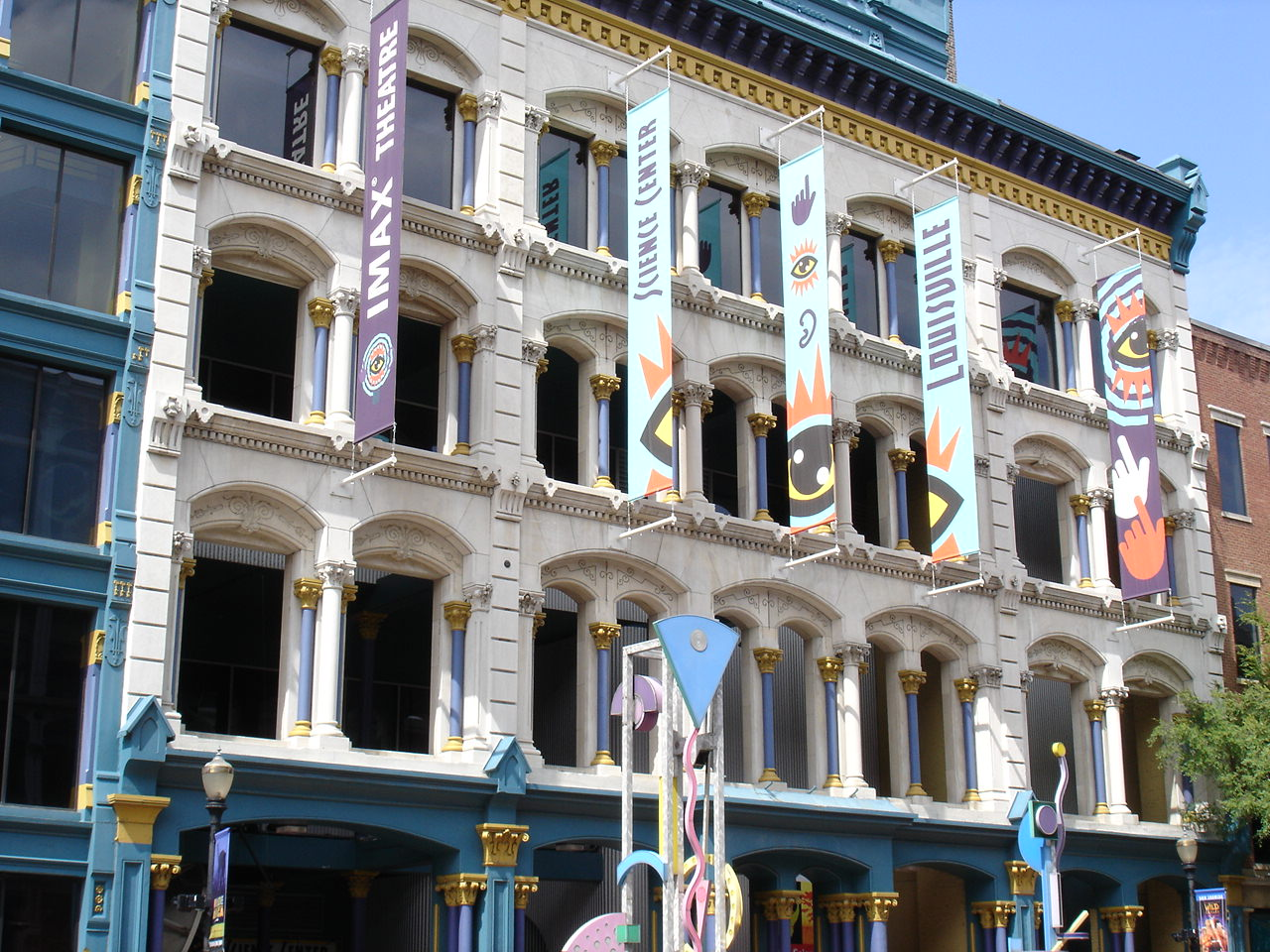
位于路易维尔市中心的路易维尔科学中心正面

路易维尔科学中心（英語：Louisville Science Center），旧称“路易维尔历史和科学博物馆”，是美国肯塔基州最大的可动手操作的科学博物，位于路易维尔 市中心的西大道727号，面积接近一万五千平方米，和周围的穆罕默德·阿里中心、路易维尔棒球博物馆等博物馆一起组成了“博物馆街”。科学中心的可操作展品涵盖物理、化学、工程、科学教育等各学科，还有包括木乃伊在内的自然史标本、且有一座IMAX影院播放科教影片，每年约有五十余万人来此参观。

## 沿革

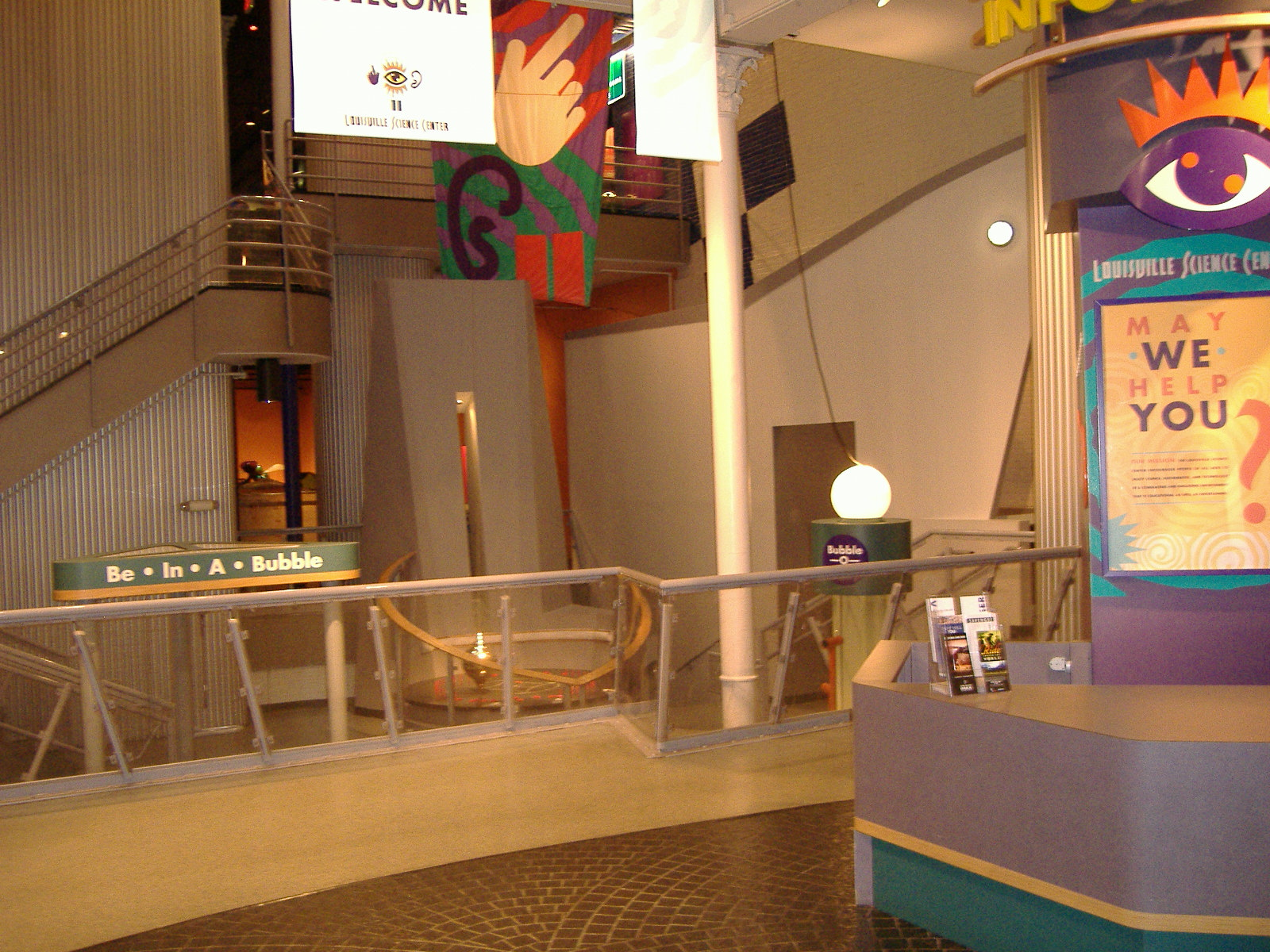
路易维尔科学中心的大厅，图片中的傅科摆已经在此展示了几十年

路易维尔自然史博物馆是公益性组织，创建于1871年，最早位于路易维尔第五大道和约克街的交界处。1977年迁入路易维尔市西大道727号的现址。此处的建筑最早建于1878年，是用于贮存干燥货物的仓库，1975年路易维尔政府将其购买。1977年路易维尔自然史博物馆迁入后，改成路易维尔自然史和科学博物馆，1985年改成路易维尔历史和科学博物馆。其间曾因其结合了对旧建筑的保护和新的应用，多次获得设计方面的奖项。1991年改称路易维尔科学中心，开始担任促进数学、科学和工程技术在公众中普及的职责。
1997年路易维尔科学中心的第一个常设展区“我们创造的世界”开放，集中展示科学与技术。1998年科学中心进行改建，增设了主要供七岁以下儿童参与的儿童区。2001年科学中心增设了“我们内部的世界”展区，展示健康和生命科学。2005年9月增设“我们周围的世界”展区，这是自然和环境方面的展览。2007年1月11日，路易维尔市长杰瑞·阿伯拉姆森宣布路易维尔政府已经通过购买路易维尔科学中心周边的房屋的议案，以便对科学中心进行扩建，购买相邻的面积达3400平方米的亚历山大建筑。2009年科学中心在一楼增设了500平方米的用于开展科学教育的侧翼，设立了四座科学实验室，让学生和家长参加实验。2009年10月3日路易维尔科学中心举办了“泰坦尼克号”展览。